# علی غفاری
علی غفاری (زاده ۲۸ اردیبهشت ۱۳۴۶، تهران) کارگردان، بازیگر و نویسنده اهل ایران است.

## فیلم‌شناسی

### مجموعه تلویزیونی
- سفر به سرزمین ملائک(۱۳۷۶)
- بچه مهندس۱ (۱۳۹۶)
- بچه مهندس۲ (۱۳۹۷)
- بچه مهندس۳ (۱۳۹۸)
- خداداد(۱۴۰۱)
- رخنه (١۴٠٣)

### فیلم سینمایی
- شاهرگ (۱۳۷۶)
- چراغ قرمز (۱۳۸۸)
- استرداد (۱۳۹۰)
- ابوزینب (۱۳۹۳)
- تک تیرانداز (۱۳۹۹)
- پیشمرگ (۱۴۰۳)

### فیلم تلویزیونی
- پازل(۱۳۸۶)
- بازگشت(۱۳۸۷)
- ستاره شرق(۱۳۹۳)

### نویسنده
- چراغ قرمز (۱۳۸۸)
- حلقه‌های ازدواج (۱۳۸۸)

### بازیگر
- هراس(۱۳۶۶)
- آخرین مرحله(۱۳۷۴)
- لیلی با من است(۱۳۷۴)